# Догма права
Догма права — понятие юридической науки, означающее, во-первых, всю совокупность существующих на данный момент в государстве правовых норм, то есть позитивное право в его данности, вне зависимости от каких-либо субъективных оценок и критики, во-вторых, деятельность юристов по систематизации, описанию и логическому истолкованию позитивного права, выявлению его основных принципов.
Догма права, таким образом, отлична от других видов научной и практической деятельности по изучению, созданию и применению права.
Так, если социология права стремится постичь, прежде всего, социальные последствия (эффекты) действия тех или иных правовых норм, то есть смотрит на право как бы «снаружи», то догматическая юриспруденция смотрит на него «изнутри», поскольку её интересуют не социальные последствия действия права, а внутренние связи и отношения между правовыми нормами.
Так же различны задачи у истории права и догматической юриспруденции: первая исследует изменение форм и институтов права во времени, вторая же рассматривает эти формы и институты как данность, в том виде, в каком они существуют в данный конкретный период.
По мнению С. А. Муромцева, догматическое исследование права состоит из следующих процессов:
- описание, предполагающее изложение содержания правовых норм, относящихся к той или иной отрасли;
- обобщение, подразумевающее выявление на основании анализа содержания частных норм некоторых более общих правил (принципов);
- определение, заключающееся в выявлении прав и обязанностей субъектов и иных обстоятельств применительно к составам норм и определении последствий применения той или иной нормы, благодаря чему формируется определённое догматическое правило, связывающее воедино обстоятельства с последствиями (например, «купля-продажа есть консенсуальный договор, по которому одна сторона обязывается к тому-то, а другая — к тому-то»);
- классификация, то есть выстраивание правил, принципов и определений в определённую систему.[2]